# Helmut Thielicke
Helmut Thielicke (né le 4 décembre 1908 à Barmen, Wuppertal, et mort le 5 mars 1986 à Hambourg) est un théologien protestant allemand. Bien qu'aussi auteur d'une dogmatique en trois volumes (publiés en 1968, 1973 et 1978), il est surtout connu pour son Éthique (trois volumes publiés en 1951, 1958 et 1964). Il était apprécié en tant que prédicateur par le public.

## Biographie

### Scolarité et études
Thielicke a grandi à Wuppertal, y a fait ses humanités au Wilhelm-Dörpfeld-Gymnasium. Il a passé son Abitur en 1928. Il entame alors des études de théologie protestante et de philosophie à Erlangen. Il souffre d'une maladie de la glande thyroïde, dont le pronostic semble fatal (embolie pulmonaire, tétanie) en dépit d'une opération et jusqu'à la découverte d'un nouveau traitement en 1933. Il réussit cependant à terminer ses études et obtient en 1932 son doctorat en philosophie avec une thèse sur la relation entre l'éthique et l'esthétique. Thielicke suit ensuite les cours de Karl Barth à Bonn, dont il critique la faiblesse de l'anthropologie et la théologie naturelles. En 1934, il entreprend à Erlangen une thèse de doctorat en théologie protestante sous la direction d'Althaus : Histoire et Existence. Fondements d'une théologie protestante de l'Histoire.

### Nomination et révocation à l'époque nazie
Il soutient sa thèse d'habilitation : La révélation, la raison et l'existence. Études sur la philosophie de la religion de Lessing en 1935 sous la pression croissante du régime nazi qui, sous prétexte de son appartenance à l'Église confessante, lui refuse sa nomination à Erlangen. En 1936, il obtient une chaire de théologie systématique à Heidelberg. Il y rencontre sa future épouse Marie-Luise Herrmann. Ils se marient en 1937 et auront quatre enfants.
Après des interrogatoires répétés par la Gestapo depuis le milieu des années 1930, Thielicke est limogé en 1940. Après neuf mois, Thielicke est appelé, avec le soutien de l'évêque régional Theophil Wurm, à exercer un ministère pastoral à Ravensbourg puis à partir de 1942 à exercer un ministère de théologien formateur basé à Stuttgart. En dépit des interdictions de la part du gouvernement, il prêchera, donnera des conférences et publiera jusqu'à la fin de la guerre.
À Stuttgart, il donne une série de conférences populaires qui paraîtront après la fin de la guerre sous le titre Der Glaube der Christenheit (La Foi de la chrétienté), une sorte de « dogmatique pour les laïcs ». Les commentaires critiques concernant les crimes nazis - par exemple la mention de meurtres par gazage ou d'injections d'euthanasie - n'ont probablement été ajoutés qu'après la guerre. De telles déclarations directes auraient été très provocantes à l'époque nazie, et il n'y a aucune référence politique dans d'autres de ses sermons de ces années.
En 1943, Thielicke publie une critique théologique de l'essai de Rudolf Bultmann sur la démythologisation du Nouveau Testament, à la suite de laquelle il y aura une correspondance avec Bultman. Thielicke est également entré en contact avec le groupe de résistance du Freiburger Kreis, mais sans participer activement aux plans de renversement du Reich.
Le bombardement de Stuttgart en 1944 a conduit Thielicke et sa famille à Korntal, d'où il a poursuivi ses tournées de conférences et ses services de prédication dans les années suivantes, qui ont été traduits anonymement dans de nombreuses langues en Suisse et lus sur les différents fronts de la guerre.
Immédiatement après la fin de la guerre, Thielicke se rend à Francfort-sur-le-Main avec un groupe de délégués de l'Église et participe à des discussions avec le gouvernement militaire d'occupation en vue de la création d'une nouvelle faculté et de la reprise rapide des études dans le vide politique et universitaire de l'après-guerre.
En 1945, il reprend une chaire de théologie systématique à la faculté de théologie nouvellement créée de l'université de Tübingen et en est élu recteur. Il est élu président de la Conférence des recteurs d'Allemagne de l'Ouest en 1951. En 1954, il est appelé à Hambourg pour fonder une faculté de théologie, dont il sera élu doyen. En plus de ses activités académiques, il exerce un ministère régulier de prédicateur à Saint-Michel, l'une des principales églises de Hambourg. Parmi ses élèves figuraient Hans Conzelmann et Jörg Zink.
Il rencontre Billy Graham lors de tournées de conférences aux États-Unis et est reçu par Jimmy Carter en 1977. Il effectue des tournées en Asie, en Afrique du Sud et en Amérique latine ainsi qu'en Australie et en Nouvelle-Zélande dans les années 1960 et 1970. Après sa retraite, il fonde le groupe de projet Faith Information (aujourd'hui Other Times), afin de transmettre ses expériences en chaire et soutenir les jeunes prédicateurs.
Helmut Thielicke est décédé le 5 mars 1986 à l'âge de 77 ans à Hambourg. Sa tombe se trouve au cimetière d'Ohlsdorf à Hambourg, quadrillage AF 36 (au nord-ouest de la chapelle 9).
Une rue et un parc de Hambourg portent son nom : le Thielickestieg derrière le Hamburger Michel et le Dr. Helmut-Thielicke-Park à Wellingsbüttel.

## Œuvre
- Helmut Thielicke (4e édition), Das Gebet, das die Welt umspannt. Reden über das Vaterunser aus den Jahren 1944/45. Mit einem Dialog über die Frage: Wie war der Nationalsozialismus in Deutschland möglich?, Stuttgart, Quell-Verlag, 1991.
- Helmut Thielicke, Fragen des Christentums an die moderne Welt – Untersuchungen zur geistigen und religiösen Krise des Abendlandes., Tübingen, J.C.B. Mohr Verlag, 1947.
- Helmut Thielicke, Theologie der Anfechtung. Gesammelte Aufsätze, Tübingen, 1949.
- Helmut Thielicke, Ich aber sage euch... – Auslegungen der Bergpredigt in Stuttgarter Gottesdiensten., Stuttgart, Quell-Verlag, 1949.
- Helmut Thielicke, Der Nihilismus, Tübingen, 1950.
- Helmut Thielicke (3e édition), Der Glaube der Christenheit. Unsere Welt vor Jesus Christus, Göttingen, 1955.
- Helmut Thielicke (4e édition), Woran ich glaube. Der Grund christlicher Gewissheit, Stuttgart, Quell-Verlag, 1993 (ISBN 3-7918-2005-2).
- Helmut Thielicke, Das Bilderbuch Gottes. Reden über die Gleichnisse Jesu, Stuttgart, Quell-Verlag, 1957 (ISBN 3-7918-2003-6).
- Helmut Thielicke, Begegnungen, Hambourg, Furche-Verlag, 1957.
- Helmut Thielicke, Theologische Ethik : Prinzipienlehre. Dogmatische, philosophische und kontroverstheologische Grundlegung, vol. 1, Tübingen, 1958.
- Helmut Thielicke, Theologische Ethik : Entfaltung. 1. Teil: Mensch und Welt 2. Teil: Ethik des Politischen 4. durchges. u. wesentl., vol. 2, Tübingen, 1987.
- Helmut Thielicke, Theologische Ethik : Entfaltung. 3. Teil: Ethik der Gesellschaft, des Rechtes, der Sexualität und der Kunst, vol. 3, Tübingen, 1964.
- Helmut Thielicke, Vom Schiff aus gesehen. Tagebuch einer Ostasienreise, Stuttgart, 1959.
- Helmut Thielicke, Wie die Welt begann. Der Mensch in der Urgeschichte der Bibel, Stuttgart, 1960.
- Helmut Thielicke, Vom geistlichen Reden – Begegnung mit Spurgeon, Stuttgart 1961, Quell-Verlag (ISBN 3-7918-2009-5).
- Helmut Thielicke, An die Deutschen, Tübingen, Rainer Wunderlich Verlag, 1962.
- Helmut Thielicke, Das Schweigen Gottes. Ein Stundenbuch. Fragen von heute an das Evangelium, Hambourg, Furche, 1962.
- Helmut Thielicke, Von der Freiheit ein Mensch zu sein, Tübingen, Rainer Wunderlich-Verlag, 1963.
- Helmut Thielicke, Der Einzelne und der Apparat, Hambourg, Furche-Verlag, 1964.
- Helmut Thielicke, Gespräche über Himmel und Erde, Stuttgart, Quell-Verlag, 1964.
- Helmut Thielicke, Leiden an der Kirche, Hambourg, Furche-Verlag, 1965.
- Helmut Thielicke, Auf Kanzel und Katheder, Hambourg, Furche-Verlag, 1965.
- Helmut Thielicke, Kleines Exercitium für Theologen, Hambourg, Furche-Verlag, 1965.
- Helmut Thielicke, Theologisches Denken und verunsicherter Glaube, Fribourg, Herder, 1967.
- Helmut Thielicke, Der Christ im Ernstfall. Das kleine Buch der Hoffnung, Fribourg, Herder, 1967 (ISBN 3-451-07600-4).
- Helmut Thielicke, Wie modern darf die Theologie sein? Vier Modelle heutiger Verkündigung, Stuttgart, Quell-Verlag, 1967.
- Helmut Thielicke, Der Evangelische Glaube. Grundzüge der Dogmatik : Prolegomena: Die Beziehung der Theologie zu den Denkformen der Neuzeit, vol. 1, Tübingen, 1968.
- Helmut Thielicke, Der Evangelische Glaube. Grundzüge der Dogmatik : Gotteslehre und Christologie, vol. 2, Tübingen, 1973.
- Helmut Thielicke, Der Evangelische Glaube. Grundzüge der Dogmatik : Theologie des Geistes, vol. 3, Tübingen, 1978.
- Helmut Thielicke, Wer darf leben? Ethische Probleme der modernen Medizin, Munich, Goldmann Verlag, 1970.
- Helmut Thielicke, Die geheime Frage nach Gott. Hintergründe unserer geistigen Situation, Fribourg-en-Brisgau, 1972 (ISBN 3-451-01929-9).
- Helmut Thielicke, Das Lachen der Heiligen und Narren. Nachdenkliches über Witz und Humor, Fribourg-en-Brisgau, 1974 (ISBN 3-451-01991-4).
- Helmut Thielicke, Zwischen Gott und Satan, Wuppertal, R.Brockhaus, 1978.
- Helmut Thielicke, Wer darf sterben? Grenzfragen der modernen Medizin: Sterbehilfe, Wahrheit am Krankenbett, Recht auf Selbstmord, Organtransplantation, Hochleistungssport und Medizin, die Krankenhauskrise, Fribourg-en-Brisgau, 1979.
- Helmut Thielicke, Glauben als Abenteuer, Stuttgart, Quell-Verlag, 1980.
- Helmut Thielicke, Zu Gast auf einem schönen Stern. Erinnerungen, Hambourg, Hoffmann und Campe, 1986 (ISBN 3-455-08232-7).
- Helmut Thielicke, Das Schweigen Gottes – Glauben im Ernstfall, Stuttgart, Quell-Verlag, 1988.
- Helmut Thielicke (2e édition), Glauben und Denken in der Neuzeit. Die großen Systeme der Theologie und Religionsphilosophie, Tübingen, Mohr, 1988.
- Helmut Thielicke, Auf der Suche nach dem verlorenen Wort. Gedanken zur Zukunft des Christentums, Bergisch Gladbach, Luebbe Verlagsgruppe, 1988 (ISBN 3-404-60219-6).